# Miss Mundo 2014
Miss Mundo 2014 fue la 64.ª edición del certamen Miss Mundo. Se llevó a cabo el 14 de diciembre en el Centro de Exposiciones ExCeL de Londres, Reino Unido. Candidatas de 122 naciones y territorios autónomos compieron en el certamen. Al final del evento Megan Young, Miss Mundo 2013, de Filipinas coronó a Rolene Strauss, de Sudáfrica, como su sucesora.
La final del concurso se realizó desde las 14:30 a las 17:00 (Hora de Londres) y fue transmitida en vivo para 119 países. Los conductores de la noche final fueron el actor y presentador británico Tim Vincent, la saliente Miss Mundo Megan Young y el modelo y conductor canadiense Frankie Cena, quien también condujo Mister Mundo 2014. El evento contó con la actuación en vivo del rapero Sky Blu más conocido como la mitad del dúo musical de LMFAO y la banda juvenil británica The Vamps.

## Resultados
| Resultado final | Candidata |
| --------------- | --- |
| Miss Mundo 2014 | - Sudáfrica - Rolene Strauss |
| 1.ª finalista   | - Hungría - Edina Kulcsár |
| 2.ª finalista   | - Estados Unidos - Elizabeth Safrit |
| Top 5           | - Australia - Courtney Thorpe - Inglaterra - Carina Tyrrell |
| Top 11          | - Brasil - Júlia Gama - Guyana - Rafieya Aasieya Husain - India - Koyal Rana - Kenia - Idah Nguma - México - Daniela Álvarez - Tailandia - Nonthawan Thongleng Δ |
| Top 26          | - Bolivia - Andrea Forfori - China - Du Yang - Escocia - Ellie McKeating - Filipinas - Valerie Weigmann - Finlandia - Krista Haapalainen - Ghana - Nadia Ntanu - Indonesia - Maria Asteria Sastrayu - Malasia - Dewi Serietha - Países Bajos - Tatjana Maul - República Dominicana - Dhío Moreno - Rusia - Anastasia Kostenko - Sudán del Sur - Awien Kuanyin-Agoth - Suecia - Olivia Asplund - Trinidad y Tobago - Sarah Jane Waddell - Vietnam - Loan Nguyễn Thị |

- Δ Votada por el público de todo el mundo vía internet.

### Reinas continentales
| Continente | Candidata                           |
| ---------- | ----------------------------------- |
| África     | - Sudáfrica - Rolene Strauss        |
| América    | - Estados Unidos - Elizabeth Safrit |
| Asia       | - India - Koyal Rana                |
| Caribe     | - Guyana - Rafieya Aasieya Husain   |
| Europa     | - Hungría - Edina Kulcsár           |
| Oceanía    | - Australia - Courtney Thorpe       |

## Eventos y retos

### Miss Mundo Deportes & Fitness
| Resultado Final   | Candidata |
| ----------------- | --- |
| Ganadora          | - Finlandia - Krista Haapalainen |
| Primera finalista | - Hungría - Edina Kulcsár |
| Segunda finalista | - Sudáfrica - Rolene Strauss |
| Tercera finalista | - Serbia - Milica Vuklis |
| Cuarta finalista  | - Gales - Alice Ford |
| Top 29            | Equipo Azul: - Australia - Courtney Thorpe - Estados Unidos - Elizabeth Safrit - Irlanda del Norte - Rebekah Shirley - Noruega - Monica Pedersen - Paraguay - Myriam Arévalos - Trinidad y Tobago - Sarah Jane Waddell - Turquía - Amine Gülşe Equipo Verde: - Bielorrusia - Viktoria Mihanovich - India - Koyal Rana - Islandia - Tanja Ýr Ástþórsdóttir - Jamaica - Laurie-Ann Chin - Mongolia - Battsetseg Turbat - Vietnam - Nguyễn Thị Loan Equipo Rojo: - Austria - Julia Furdea - Brasil - Júlia Gama - Colombia - Leandra García - Gibraltar - Shyanne Azzopardi - Inglaterra - Carina Tyrrell - Kosovo - Vita Rexhepi - México - Daniela Álvarez Equipo Amarillo: - Alemania - Egzonita Ala - Costa de Marfil - Yéo Jennifer - Ecuador - Virginia Limongi - El Salvador - Larissa Vega - Haití - Carolyn Desert - Lesoto - Nthole Matela - República Checa - Tereza Skoumalová |

| Evento deportivo  | Ganadoras (Grupo/Candidata) |
| ----------------- | --- |
| Salto Largo       | - Hungría - Edina Kulcsár |
| 60 metros planos  | - Costa de Marfil - Yéo Jennifer |
| Prueba del Bleep  | - Sudáfrica - Rolene Strauss |
| Reto de la Cuerda | Equipo Rojo: - Austria - Julia Furdea - Brasil - Júlia Gama - Colombia - Leandra García - Gales - Alice Ford - Gibraltar - Shyanne Azzopardi - Inglaterra - Carina Tyrrell - Kosovo - Vita Rexhepi - México - Daniela Álvarez |
| 4 X 200m Relays   | Equipo Amarillo： - Costa de Marfil - Yéo Jennifer - Finlandia - Krista Haapalainen - Haití - Carolyn Desert - República Checa - Tereza Skoumalová                                                                            |

#### Top Model
| Resultado Final | Candidata |
| --------------- | --- |
| Ganadora        | - Bosnia y Herzegovina - Isidora Borovčanin |
| 1.ª finalista   | - Australia - Courtney Thorpe |
| 2.ª finalista   | - China - Du Yang |
| 3.ª finalista   | - Sudán del Sur - Awien Kuanyin-Agoth |
| 4.ª finalista   | - Hungría - Edina Kulcsar |
| Top 20          | - Croacia - Antonija Gogić - Escocia - Ellie McKeating - Francia - Flora Coquerel - India - Koyal Rana - México - Daniela Álvarez - Mongolia - Battsetseg Turbat - Namibia - Brumhilda Ochs - Puerto Rico - Génesis Dávila - República Checa - Tereza Skoumalová - República Dominicana - Dhío Moreno - Rusia - Anastasia Kostenko - Sudáfrica - Rolene Strauss - Turquía - Amine Gülşe - Zimbabue - Tendai Hunda |

### Belleza Playera
| Resultado Final | Candidata                    |
| --------------- | ---------------------------- |
| Ganadora        | - Suecia - Olivia Asplund    |
| 1ra Finalista   | - India - Koyal Rana         |
| 2da Finalista   | - Kenia - Idah Nguma         |
| 3ra Finalista   | - México - Daniela Álvarez   |
| 4ta Finalista   | - Sudáfrica - Rolene Strauss |

### Belleza con Propósito
| Resultado Final | Candidata |
| --------------- | --- |
| Ganadoras       | - Brasil - Júlia Gama - Guyana - Rafieya Husain - India - Koyal Rana - Indonesia - Maria Sastrayu - Kenia - Idah Nguma                             |
| Top 10          | - Bolivia - Andrea Forfori - Filipinas - Valerie Weigmann - Inglaterra - Carina Tyrrell - Países Bajos - Tatjana Maul - Sudáfrica - Rolene Strauss |

### Talento
| Resultado Final | Candidata                           |
| --------------- | ----------------------------------- |
| Ganadora        | - Malasia - Dewi Liana Seriestha    |
| 1ra Finalista   | - Escocia - Ellie McKeating         |
| 2da Finalista   | - Rusia - Anastasia Kostenko        |
| 3ra Finalista   | - Suecia - Olivia Asplund           |
| 4ta Finalista   | - Estados Unidos - Elizabeth Safrit |

#### Elección Popular
| Resultado Final | Candidata |
| --------------- | --- |
| Ganadora        | - Tailandia - Nonthawan Thongleng |
| Top 10          | - Australia - Courtney Thorpe - Barbados - Zoé Trotman - Filipinas - Valerie Weigmann - Haití - Carolyn Desert - India - Koyal Rana - Nepal - Subin Limbu - Países Bajos - Tatjana Maul - Sudáfrica - Rolene Strauss - Tanzania - Happiness Watimanywa |

### Multimedia
| Resultado Final | Candidata                                                                                                  |
| --------------- | --- |
| Ganadora        | - Estados Unidos - Elizabeth Safrit                                                                        |
| Top 5           | - Guyana - Rafieya Husain - India - Koyal Rana - Inglaterra - Carina Tyrrell - Países Bajos - Tatjana Maul |

#### Danzas del Mundo 2014
| Candidata |
| --- |
| - Bolivia - Andrea Forfori - Escocia - Ellie McKeating - Eslovenia - Julija Bizjak - Estados Unidos - Elizabeth Safrit - Finlandia - Krista Haapalainen - India - Koyal Rana - Kenia - Idah Nguma - Mongolia - Battsetseg Turbat |

### Gala de Caridad y Subasta
| Ganadoras     | Candidata                                                                                              |
| ------------- | --- |
| Primer grupo  | - Barbados - Zoé Trotman - Islas Vírgenes Británicas - Rosanna Chichester - Mauricio - Sheetal Khadun  |
| Segundo grupo | - España - Lourdes Rodríguez - Estados Unidos - Elizabeth Safrit - Irlanda del Norte - Rebekah Shirley |
| Tercer grupo  | - India - Koyal Rana - Kenia - Idah Nguma - Vietnam - Nguyễn Thị Loan                                  |
| Cuarto grupo  | - Bélgica - Anissa Blondin - Fiyi - Charlene Tafuna'i - Tanzania - Happiness Watimanya                 |
| Quinto grupo  | - Costa de Marfil - Yéo Jennifer - Georgia - Ana Zubashvili - Venezuela - Debora Menicucci             |
| Sexto grupo   | - Namibia - Brumhilda Ochs - Nueva Zelanda - Arielle Garciano - República Checa - Tereza Skoumalová    |
| Séptimo grupo | - Corea - Hwa-Young Song - Croacia - Antonija Gogić - Túnez - Wahiba Arres                             |

### Premiaciones Especiales

#### World Fashion Designer Dress
| Resultado Especial | Candidata                            |
| ------------------ | ------------------------------------ |
| Ganadora           | - India - Koyal Rana                 |
| Primera Finalista  | - República Dominicana - Dhio Moreno |
| Segunda Finalista  | - Escocia - Ellie McKeating          |

## Áreas de competencia

### Final
La noche final fue transmitida en vivo para 119 países y territorios desde el Centro de Exposiciones ExCeL en Londres, Inglaterra, el 14 de diciembre de 2014. Estuvo conducida por Tim Vincent, Megan Young y Frankie Cena.
El grupo de 25 semifinalistas se dio a conocer durante la competencia final. Este grupo estuvo conformado de la siguiente manera:
- Se otorgaron 5 puestos entre las semifinalistas a las ganadoras de los "Fast Track": Miss Mundo Belleza de Playa, Miss Mundo Talento, Miss Mundo Deporte y Miss Mundo "Belleza con un Propósito". Las ganadoras de estos eventos pasaron directamente al grupo de semifinalistas. Por razones desconocidas, en esta edición, la ganadora de Miss Mundo Top Model no pasó al primer corte, algo inusual.
- La organización Miss Mundo otorgó otros 19 lugares basándose en su desempeño durante las actividades del concurso y apreciación personal de los miembros de la organización.
- El público mundial a través de internet calificó a sus candidatas predilectas, siendo la que mayor calificación obtuvo la merecedora de un lugar dentro de las 11 finalistas en el segundo corte.

Estas 25 semifinalistas fueron evaluadas por un jurado final:
- Las 25 concursantes seleccionadas fueron reducidas finalmente a diez, más la ganadora en las votaciones de internet, completando el grupo con 11 candidatas.
- Las 11 que continuaron obtuvieron puntuaciones acorde a los "Fast Track".
- Las 5 restantes (finalistas) se sometieron a una pregunta final por parte del jurado, que determinó las posiciones finales y a la ganadora, Miss Mundo 2014.

#### Jurado final
- Julia Morley, presidenta de la Organización Miss Mundo.
- Rudy Salles, miembro de la Asamblea Nacional de Francia.
- Jody Reynolds, expresidenta de "Variety International".
- Marsha-Rae Ratcliff, miembro de "Variety International".
- Tony Hatch, actor y compositor inglés.
- Agbani Darego, Miss Mundo 2001.
- Azra Akin, Miss Mundo 2002.
- Zhang Zilin, Miss Mundo 2007.
- Kaiane Aldorino, Miss Mundo 2009.

## Relevancia histórica de Miss Mundo 2014

### Resultados
- Sudáfrica gana Miss Mundo por tercera vez.
- Australia, Brasil, Estados Unidos, Ghana, India, Indonesia, Inglaterra, Países Bajos y República Dominicana repiten clasificación a los cuartos de final.
- Australia, Filipinas, India, Indonesia y Inglaterra clasifican por cuarto año consecutivo.
- Brasil, Estados Unidos, Países Bajos y República Dominicana clasifican por tercer año consecutivo.
- China, Kenia, México, Sudán del Sur y Suecia clasificaron por última vez en 2012.
- Escocia, Hungría, Tailandia y Sudáfrica clasificaron por última vez en 2011.
- Vietnam clasificó por última vez en 2009.
- Malasia y Trinidad y Tobago clasificaron por última vez en 2007.
- Bolivia clasificó por última vez en 2003.
- Guyana clasificó por última vez en 1971 y alcanza su posición más alta desde 1967 donde fue 2.ª finalista en la historia del concurso.

### Otros datos significativos
- Al final del certamen, se rindió homenaje en memoria a la fallecida María José Alvarado, Miss Honduras, y su hermana Sofía.
- Fue la última vez que se realizó Fast Track «Belleza Playera», ya que, Julia Morley decidió eliminarlo a partir de futuras ediciones.
- El 20 de junio del 2016 fallece Yumara López, Miss Mundo Nicaragua 2014 a consecuencia de un cáncer cerebral que padecía hace dos años.

## Candidatas
121 compitieron en el certamen:
(En la tabla se utiliza su nombre completo, los sobrenombres van entrecomillados y los apellidos utilizados como nombre artístico, entre paréntesis; fuera de ella se utilizan sus nombres "artísticos" o simplificados):
| País                                 | Candidata                                         | Edad | Residencia               |
| ------------------------------------ | ------------------------------------------------- | ---- | ------------------------ |
| Albania                              | Xhensila Pere                                     | 25   | Durrës                   |
| Alemania                             | Egzonita Ala                                      | 18   | Stuttgart                |
| Argentina                            | Yoana del Carmen Don Marozzi                      | 22   | Santiago del Estero      |
| Aruba                                | Joitza Henriquez                                  | 21   | Oranjestad               |
| Australia                            | Courtney Thorpe                                   | 23   | Queensland               |
| Austria                              | Julia Furdea                                      | 19   | Alta Austria             |
| Bahamas                              | Rosetta Cartwright                                | 19   | Nasáu                    |
| Barbados                             | Zoé Elizabeth Trotman                             | 22   | Bridgetown               |
| Bélgica                              | Anissa Blondin                                    | 22   | Dworp                    |
| Belice                               | Raquel Alejandra Badillo                          | 21   | Ciudad de Belice         |
| Bermudas                             | Lillian Lightbourn                                | 24   | Hamilton                 |
| Bielorrusia                          | Viktoriya Miganovich                              | 21   | Grodno                   |
| Bolivia                              | Neidy Andrea Forfori Aguilera                     | 25   | Santa Cruz               |
| Bosnia y Herzegovina                 | Isidora Borovčanin                                | 19   | República Srpska         |
| Brasil                               | Júlia Weissheimer Werlang Gama                    | 21   | Porto Alegre             |
| Camerún                              | Larissa Ngangoum                                  | 24   | Yaundé                   |
| Canadá                               | Annora Bourgeault                                 | 21   | Regina                   |
| Chad                                 | Sakadi Djivra                                     | 21   | Abéché                   |
| China                                | Du Yang                                           | 22   | Pekín                    |
| Chipre                               | Ioanna Filippou                                   | 19   | Nicosia                  |
| Colombia                             | Jéssica Leandra García Caicedo                    | 21   | Cali                     |
| Corea del Sur                        | Song Hwa-young                                    | 23   | Busan                    |
| Costa de Marfil                      | Jennifer Kolo Yéo                                 | 18   | Aboisso                  |
| Costa Rica                           | Mariam Natasha Sibaja Bermúdez                    | 23   | San Isidro de El General |
| Croacia                              | Antonija Gogić                                    | 19   | Zagreb                   |
| Curazao                              | Gayle Sulvaran                                    | 24   | Willemstad               |
| Dinamarca                            | Pernille Sørensen                                 | 23   | Aalborg                  |
| Ecuador                              | Virginia Stephanie Limongi Silva                  | 19   | Portoviejo               |
| Egipto                               | Amina Ashraf                                      | 19   | Giza                     |
| El Salvador                          | Larissa Marianna Vega Graniello                   | 20   | Santa Ana                |
| Escocia                              | Ellie McKeating                                   | 19   | Milngavie                |
| Eslovaquia                           | Laura Longauerová                                 | 18   | Detva                    |
| Eslovenia                            | Julija Bizjak                                     | 20   | Maribor                  |
| España                               | Lourdes Rodríguez de Guzmán Ruiz de Pascual       | 20   | Castilla-La Mancha       |
| Estados Unidos                       | Elizabeth Safrit Scott                            | 22   | Kannapolis               |
| Etiopía                              | Yirgalem Hadish Adhanom                           | 23   | Addis Abeba              |
| Filipinas                            | Valerie Clacio Weigmann                           | 24   | Legazpi                  |
| Finlandia                            | Krista Haapalainen                                | 24   | Helsinki                 |
| Fiyi                                 | Charlene Sulueti Tafunai'i                        | 20   | Nadi                     |
| Francia                              | Flora Coquerel Prive                              | 19   | Morancez                 |
| Gabón                                | Jessie Helda Mathas Lekery                        | 24   | Libreville               |
| Gales                                | Alice Chloe Ford                                  | 21   | Cardiff                  |
| Georgia                              | Ana Zubashvili                                    | 20   | Tiflis                   |
| Ghana                                | Nadia Naa Densua Ntanu                            | 23   | Acra                     |
| Gibraltar                            | Shyanne Azzopardi                                 | 22   | Gibraltar                |
| Guadalupe                            | Wendy Metony                                      | 20   | Le Gosier                |
| Grecia                               | Eleni Kokkinou                                    | 20   | Atenas                   |
| Guam                                 | Chanel Victoria Cruz-Jarrett                      | 20   | Agana Heights            |
| Guatemala                            | Keyla Lisbeth Bermúdez Núñez                      | 22   | Ciudad de Guatemala      |
| Guinea                               | Halimatou Diallo                                  | 20   | Conakri                  |
| Guinea Ecuatorial                    | Agnes Genoveva Cheba Abé                          | 21   | Luba                     |
| Guyana                               | Rafieya Aasieya Husain                            | 21   | Anna Regina              |
| Haití                                | Carolyne Desert                                   | 25   | Puerto Príncipe          |
| Honduras                             | María José Alvarado †                             | 19   | Santa Bárbara            |
| Hong Kong                            | Erin Wong Cheuk-Ki                                | 23   | Kowloon                  |
| Hungría                              | Edina Kulcsár                                     | 24   | Budapest                 |
| India                                | Koyal Rana                                        | 21   | Nueva Delhi              |
| Indonesia                            | Maria Asteria Sastrayu Rahajeng                   | 19   | Célebes Occidental       |
| Inglaterra                           | Carina Bernadette Tyrrell                         | 24   | Cambridge                |
| Irlanda                              | Jessica Jean Hayes                                | 20   | Cork                     |
| Irlanda del Norte                    | Rebekah Shirley                                   | 18   | Belfast                  |
| Islandia                             | Tanja Ýr Ástþórsdóttir                            | 22   | Hafnarfjörður            |
| Islas Vírgenes Británicas            | Rosanna Kathrine Chichester                       | 23   | Road Town                |
| Islas Vírgenes de los Estados Unidos | Aniska Tonge                                      | 20   | Santo Tomás              |
| Israel                               | Mor Maman                                         | 20   | Beerseba                 |
| Italia                               | Silvia Cataldi                                    | 24   | Sannicola                |
| Japón                                | Hikaru Kawai                                      | 23   | Sendai                   |
| Jamaica                              | Laurie-Ann Chin                                   | 21   | Montego Bay              |
| Kosovo                               | Vita Rexhepi                                      | 17   | Pristina                 |
| Kenia                                | Idah Nguma                                        | 22   | Machakos                 |
| Kirguistán                           | Aykol Alykzhanova                                 | 24   | Biskek                   |
| Letonia                              | Liliana Garkalne                                  | 18   | Riga                     |
| Lesoto                               | Nthole Foxie Matela                               | 21   | Maseru                   |
| Líbano                               | Sally Greige                                      | 24   | Beirut                   |
| Lituania                             | Agnė Kavaliauskaitė                               | 21   | Vilna                    |
| Luxemburgo                           | Frédérique Wolff                                  | 19   | Ciudad de Luxemburgo     |
| Malasia                              | Dewi Liana Serietha                               | 25   | Sarawak                  |
| Malta                                | Joanna Galea                                      | 24   | Valletta                 |
| Martinica                            | Anaïs Aurélie Delwaulle                           | 20   | Fort-de-France           |
| Mauricio                             | Sheetal Khadun                                    | 24   | Port Louis               |
| México                               | Daniela Álvarez Reyes                             | 21   | Cuernavaca               |
| Moldavia                             | Alexandra Caruntu                                 | 18   | Ungheni                  |
| Mongolia                             | Battsetseg Turbat                                 | 23   | Ulan Bator               |
| Montenegro                           | Nataša Novaković                                  | 18   | Podgorica                |
| Myanmar                              | Wyne Lay                                          | 19   | Naypyidaw                |
| Namibia                              | Brumhilda Ochs                                    | 22   | Windhoek                 |
| Nepal                                | Subin Limbu                                       | 23   | Dharan                   |
| Nicaragua                            | Yumara López †                                    | 20   | Rivas                    |
| Nigeria                              | Iheoma Amanda Nnadi                               | 19   | Akwa Ibom                |
| Noruega                              | Monica Olivia Pedersen                            | 25   | Moelv                    |
| Nueva Zelanda                        | Arielle Diane Garciano                            | 22   | Lyttelton                |
| Países Bajos                         | Tatjana Maul                                      | 25   | La Haya                  |
| Panamá                               | Nicole Pinto                                      | 21   | Ciudad de Panamá         |
| Paraguay                             | Myriam Carolina Arévalos Villalba                 | 21   | San Pedro                |
| Perú                                 | Sofía del Pilar Rivera Kroll                      | 23   | Oxapampa                 |
| Polonia                              | Ada Sztajerowska                                  | 21   | Piotrków Trybunalski     |
| Portugal                             | Zita Margarida Reis Oliveira                      | 24   | Lisboa                   |
| Puerto Rico                          | Génesis María Dávila Pérez                        | 23   | Arroyo                   |
| República Checa                      | Tereza Skoumalová                                 | 23   | Ostrava                  |
| República Dominicana                 | Dhío Angélica Moreno Santos                       | 24   | Ciudad de México         |
| Rumania                              | Bianca Adriana Fanu                               | 25   | Bucarest                 |
| Rusia                                | Anastasia Aroslavovna Kostenko                    | 20   | Moscú                    |
| Santo Tomé y Príncipe                | Djeissica Ivna Cassandra Farinha Barbosa Hamilton | 20   | Santo Tomé               |
| Serbia                               | Milica Vuklis                                     | 20   | Belgrado                 |
| Seychelles                           | Camilla Estico                                    | 23   | Victoria                 |
| Singapur                             | Dalreena Poonam Gill                              | 20   | Ciudad de Singapur       |
| Sudáfrica                            | Rolene Strauss                                    | 21   | Nelspruit                |
| Sri Lanka                            | Chulakshi Saubhagya Ranathunga                    | 25   | Colombo                  |
| Sudán del Sur                        | Awien Bol Kuanyin-Agoth                           | 19   | Warab                    |
| Suecia                               | Olivia Asplund                                    | 18   | Estocolmo                |
| Suiza                                | Dijana Cvijetic                                   | 20   | Gossau                   |
| Tailandia                            | Nontawan Maeya Thongleng                          | 22   | Surat Thani              |
| Tanzania                             | Happiness Watimanywa                              | 19   | Dodoma                   |
| Trinidad y Tobago                    | Sarah Jane Waddell                                | 24   | Carenage                 |
| Túnez                                | Wahiba Arres                                      | 20   | Menzel Bourguiba         |
| Turquía                              | Amine Gülşe                                       | 21   | Izmir                    |
| Ucrania                              | Andriana Khasanshin                               | 19   | Lviv                     |
| Uganda                               | Leah Kalanguka                                    | 21   | Iganga                   |
| Uruguay                              | Romina Fernández Sellaness                        | 20   | Montevideo               |
| Venezuela                            | Debora Sacha Menicucci Anzola                     | 23   | Caracas                  |
| Vietnam                              | Loan Nguyễn Thị                                   | 23   | Thái Bình                |
| Zimbabue                             | Tendai Bongani Humda                              | 23   | Harare                   |

### Designaciones
- Xhensila Pere (Albania) finalmente fue la representante de su país, y el título fue otorgado por Vera Grabocka, directora nacional del certamen en Albania, ya que la directiva decidió no enviar a Afroviti Goge que fue designada previamente al certamen.
- Raquel Badillo (Belice) fue designada por la organización nacional Miss World Belize Ltd., quién tiene la franquicia de Miss Mundo.
- Yirgalem Hadish (Etiopía) fue elegida para representar a su país mediante el voto popular de los usuarios de la red social Facebook, luego de que la organización Miss Etiopía perdiese la franquicia con Miss Mundo.
- Eleni Kokkinou (Grecia) fue designada para representar a su nación tras llevar a cabo un casting a cargo de Star Hellas, organización encargada de realizar los certámenes de belleza en ese país.
- Wendy Métony (Guadalupe) fue designada tras coronarse como Miss Intercontinental Tourism 2014.
- Anaïs Delwaulle (Martinica) fue elegida tras el casting que se llevó a cabo para representar a su país.
- Monica Pedersen (Noruega) fue elegida tras el casting organizado por Morten Sommerfeldt, director nacional del certamen noruego.
- Romina Fernández (Uruguay) fue designada por la organización nacional tras haber resultado como primera finalista en el certamen nacional.
- Loan Nguyễn Thị (Vietnam) fue seleccionada por Elite Model Vietnam quién tiene la franquicia actual para representar a su país en esta versión, debido a que el certamen nacional fue aplazado para el año 2015.

### Suplencias
- Anissa Blondin (Bélgica) representó a su nación tras haber sido la primera finalista, reemplazando a Laurence Langen quién no fue enviada a certamen internacional alguno, por problemas con la organización belga.
- Jessie Lekery (Gabón) reemplazó a Pulchérie Nzoughe, quien originalmente iba a representar a su país, pero ésta renuncia al título nacional por razones desconocidas; cabe señalar que Lekery fue una de las participantes de aquel certamen nacional.
- Nadia Ntanu (Ghana) fue designada para representar a su país tras haber resultado como segunda finalista en Miss Ghana 2012; a consecuencia de que Giuseppina Baafi fuera despojada de su título nacional.
- Erin Wong (Hong Kong) fue la representante de su país en esta edición tras haber terminado como primera finalista, ya que la ganadora Grace Chan fue designada para representar en otro certamen internacional el próximo año.
- Yumara López (Nicaragua) fue designada para representar a su país tras haber terminado como primera finalista, tomando el lugar de Maria Esther Cortés   que por motivos personales decidió renunciar a su título como Miss Mundo Nicaragua 2014.
- Nicole Pinto (Panamá) reemplazó a Raiza Erlenbaugh quién no fue enviada al certamen internacional por no cumplir con los requerimientos de la organización panameña.
- Zita Oliveira (Portugal) reemplazó a su antecesora Catarina Sikiniotis, después de que Sikiniotis se negase a firmar el contrato con la organización portuguesa, perdiendo así el derecho a participar en este certamen. Oliveira originalmente participaría en Miss Mundo 2015, pero la organización decidió enviarla este año.
- Anastasia Kostenko (Rusia) reemplazó Yulia Alipova quién no fue enviada al certamen Miss Mundo, sino solo a Miss Universo.
- Dijana Cvijevic (Suiza) reemplazó a la ganadora Aline Morger, quien renunciase a la corona.
- Tendai Humda (Zimbabue) tomó el título nacional, tras la renuncia de Catherine Makaya, argumentando desacuerdos entre ella y la directiva del certamen, siendo así la segunda renuncia consecutiva en menos de un año, ya que anteriormente la ganadora original Thabiso Phiri también dejó el título en forma voluntaria.

## Sobre los países en Miss Mundo 2014

### Debuts
- Chad
- Santo Tomé y Príncipe

### Retiros
- Botsuana
- Bulgaria
- Chile
- China Taipéi
- Dominica
- Guinea-Bisáu
- Kazajistán
- Macedonia del Norte
- Samoa
- San Cristóbal y Nieves
- Uzbekistán

### Regresos
- Compitieron por última vez en 1960:
  -  Myanmar

- Compitieron por última vez en 2011:
  -  Egipto

- Compitieron por última vez en 2012:
  -  Israel.
  -  Uruguay.
  -  Zimbabue.

## Asesinato de Miss Honduras
El jueves 13 de noviembre de 2014, María José fue invitada por su hermana Sofía Trinidad Alvarado a la fiesta de cumpleaños de su novio, Plutarco Ruiz. Durante la fiesta, Plutarco miró a Sofía bailando con otro hombre y le disparó a Sofía en la cabeza, María José también fue atacada y asesinada, luego enterró los cadáveres junto a su amigo Aris Maldonado.
El 19 de noviembre de 2014, día en que María José partiría a Londres a participar en el certamen, se encontraron los cadáveres sin vida de ambas hermanas enterrados cerca de la localidad de Santa Bárbara después de estar desaparecidas durante una semana. 
Plutarco posteriormente fue identificado por testigos y confesó su crimen. Su sentencia, de ser declarado culpable, ascendería a entre 60 y 80 años.
La organización nacional del país centroamericano decidió no designar otra candidata. Julia Morley (Presidenta de la Organización Miss Mundo), lamentó rotundamente la pérdida de las dos jóvenes y envió condolencias a sus familiares; al mismo tiempo que anunció una ceremonia en tributo a la joven fallecida, una vez que el resto de las candidatas estén en Londres. A pesar de ello, la organización Miss Mundo mantuvo la fallecida joven como "participante" y la sostuvo como tal en su página oficial.